# Schloss Schachen
Schloss Schachen, das sogenannte Schachenschlößle, ist ein Schloss in Bad Schachen, einem Gemeindeteil der bayerisch-schwäbischen Großen Kreisstadt Lindau (Bodensee).

## Geschichte
Das Schloss wurde um 1500/1517 errichtet. Als Besitzer ist um 1530 Georg von Fladungen erwähnt. Es diente damals der Sicherung der freien Reichsstadt Lindau. Seit 1950 beherbergte der sehr gut erhaltene Gebäudekomplex (Enzisweilerstraße 5) bis 2006 eine Gaststätte. Er wird heute als Hotel genutzt.

## Baubeschreibung
Es handelt sich um ein Baudenkmal, die amtliche Beschreibung lautet:
- Ehemaliger Adelssitz, sogenanntes Schachenschlößle, dreigeschossiger Bau mit vorkragendem Obergeschoss, Krüppelwalmdach und Rundturm, im Kern von 1517, innerer und äußerer Umbau 1931/32
- Zugehöriges Nebengebäude, zweigeschossiger Satteldachbau, im Kern 17./18. Jahrhundert